# Cantonul Mâcon-Nord
Cantonul Mâcon-Nord este un canton din arondismentul Mâcon, departamentul Saône-et-Loire, regiunea Burgundia, Franța.

## Comune
| Comune                   | Populație (1999) | Cod poștal | Cod INSEE |
| ------------------------ | ---------------- | ---------- | --------- |
| Berzé-la-Ville           | 530              | 71960      | 71032     |
| Charbonnières            | 322              | 71260      | 71099     |
| Chevagny-les-Chevrières  | 403              | 71960      | 71126     |
| Hurigny                  | 2000             | 71870      | 71235     |
| Igé                      | 768              | 71960      | 71236     |
| Laizé                    | 693              | 71870      | 71250     |
| Mâcon                    | 34 469 (1)       | 71000      | 71270     |
| Milly-Lamartine          | 305              | 71960      | 71299     |
| La Roche-Vineuse         | 1 356            | 71960      | 71371     |
| Saint-Martin-Belle-Roche | 1 151            | 71118      | 71448     |
| Sancé                    | 1 807            | 71000      | 71497     |
| Senozan                  | 918              | 71260      | 71513     |
| Sologny                  | 458              | 71960      | 71525     |
| Verzé                    | 638              | 71960      | 71574     |